# Barbie és húgai: Az elveszett kutyusok
A Barbie és húgai: Az elveszett kutyusok (eredeti cím: Barbie & Her Sisters in a Puppy Chase) 2016-ban megjelent amerikai 3D-s számítógépes animációs film. A DVD-film az Appa Productions és a Rainmaker Entertainment gyártásában készült.
Amerikában 2016. november 17-én adták ki DVD-n.

## Cselekmény
Barbie testvéreivel és imádnivaló kiskutyáikkal a mindig napos Hawaii táncversenyre utaznak, de szőrös kis barátaik időközben eltűnnek. Sietniük kell, hogy még a nagy verseny előtt megleljék őket.

## Szereplők
| Szereplő    | Eredeti hang            | Magyar hang       | Leírás |
| ----------- | ----------------------- | ----------------- | ------ |
| Barbie      | Erica Lindbeck          | Vágó Bernadett    |        |
| Skipper     | Kazumi Evans            | Czető Zsanett     |        |
| Stacie      | Claire Margaret Corlett | Károlyi Lili      |        |
| Chelsea     | Alyssya Swales          | Koller Virág      |        |
| Ragacs      | Chelsea Miller          | Szűcs Anna Viola  |        |
| DJ          | Taylor Dianne Robinson  | Andrádi Zsanett   |        |
| Újonc       | Bronwen Holmes          | Pupos Tímea       |        |
| Cukker      | Amelia Shoichet-Stoll   | Györke Laura      |        |
| Marco       | Alex Barima             | Markovics Tamás   |        |
| Vivian      | Evans Johnson           | Madarász Éva      |        |
| Archibald   | Mark Oliver             | Kassai Károly     |        |
| Ezüst       | Kathleen Barr           | Sipos Eszter Anna |        |
| Lélek       | Maryke Hendrikse        | Laudon Andrea     |        |
| Szépség     | Alice Campbell          | Csifó Dorina      |        |
| Hannah néni | Brenda Crichlow         | Kocsis Mariann    |        |
| Lindsay     | Natasha Calis           | Pekár Adrienn     |        |